# Феттер, Франк Альберт
Франк А́льберт Фе́ттер (иначе Фрэнк Фе́ттер; англ. Frank Albert Fetter; 1863, Перу, шт. Индиана — 1949) — американский экономист австрийской школы. Президент Американской экономической ассоциации (1912). Также награждён медалью Карла Менгера Австрийского экономического общества (1927). Входит в список «ста великих экономистов до Кейнса» по версии Марка Блауга.
Трактат Феттера «Принципы экономики» способствовал росту интереса к австрийской школе в США — к работам Ойгена фон Бём-Баверка, Фридриха фон Визера, Людвига фон Мизеса и Фридриха фон Хайека. Феттер, в частности, дискутировал с Альфредом Маршаллом, представляя теоретическую переоценку земли как капитала. Считается, что аргументы Феттера побудили ведущих экономистов отказаться от идеи джорджизма, что «земля является уникальным фактором производства и, следовательно, существует особая необходимость в специальной теории земельной ренты». Будучи сторонником субъективной теории стоимости, Феттер подчеркивал важность временных предпочтений и упрекал Ирвинга Фишера за отказ от чисто временной теории предпочтения процента, которую Фишер ранее отстаивал в своей книге 1907 года «Ставка процента».

## Биография

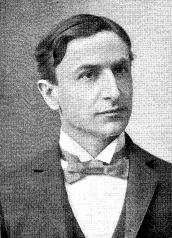
Молодой Феттер

Франк Феттер родился в Перу, Индиана в семье квакеров, в самый разгар гражданской войны в США. Феттер показал себя как способный молодой студент, и в 1879 году, когда ему было всего шестнадцать лет он поступил в университет Индианы. Там же он вступил в студенческое объединение Phi Kappa Psi. Феттер должен был выйти оттуда дипломированным специалистом в 1883 году, но оставил учёбу, чтобы управлять книжным магазином его семьи, так как у его отца были проблемы со здоровьем. Работа в книжном магазине дала возможность молодому человеку познакомиться с некоторыми идеями, которые сформировали его взгляды на экономику. В то время он попал под влияние книги Генри Джорджа «Прогресс и бедность» (1879).
После 8 лет успешной предпринимательской деятельности он вернулся в университет, получив степень бакалавра в 1891 году, в том же году он получил степень магистра философии в Корнеллском университете. После учебы у Йоханнеса Конрада и посещения лекций в Сорбонне, Феттер получил Ph.D в 1894 году в Университете Галле в Германии. Он написал диссертацию по критическому анализу мальтузианства, которую рассматривал как часть более широкой теории благосостояния, и после этого посвятил себя разработке общей теории ценности и благосостояния.

### Профессиональная деятельность
После обучения Феттер вернулся в Корнеллский университет в качестве преподавателя, а через год занял должность профессора экономики и социальных наук в университете Индианы до 1898 года. В течение следующих трёх лет он преподавал в Стэнфордском университете, но вынужден был уйти из-за спора относительно академической свободы. В 1911 году он принял пост председателя междисциплинарного факультета, объединяющего историю, политику и экономику в Принстонском университете, а начиная с 1913 года в течение одиннадцати лет занимал пост председателя вновь созданного экономического факультета. За свою жизнь он выступил с дюжиной важных речей, лекций и несколько раз давал показания перед Конгрессом и федеральными правительственными учреждениями.

Феттер был убежденным противником плана Франклина Рузвельта по отмене золотого стандарта и вместе с другими экономистами работал над лоббированием против перехода к фиатной валюте. Как отмечал Ральф Райко о вкладе Феттера в эти усилия:
В январе 1933 года избранному президенту было направлено письмо, в котором его призывали не только снизить тарифные барьеры для оживления международной торговли, но и «неуклонно поддерживать золотой стандарт». Письмо было подписано рядом видных «традиционных» экономистов во главе с американским «австрийцем» Фрэнком А. Феттером из Принстона.

## Теоретический вклад в экономике

### Земля как капитал
Феттер участвовал в известных дебатах с английским экономистом Альфредом Маршаллом, как в своих «Принципах экономики», так и во многие статьях в журналах Американской экономической ассоциации и «Quarterly Journal of Economics». Он оспорил позицию Маршалла, что земля теоретически отличима от капитала. Феттер утверждал, что такое различие непрактично, заявляя следующее,
Представление о том, что можно запросто провести различие между доходностью естественных агентов и доходностью улучшений, является причудливым и запутанным. Объективная классификация земли и капитала как естественных и искусственных агентов соответственно — это задача, которая всегда будет выходить за рамки человеческой способности различать.
Позиция Феттерса по этому вопросу ещё больше побудила его выступить против идей джорджизма, таких как налог на стоимость земли. Марк Блауг, специалист по истории экономической мысли, считает, Феттер и Джон Бейтс Кларк повлияли на экономистов мейнстрима, заставив их отказаться от идеи, что «земля является уникальным фактором производства и, следовательно, существует особая необходимость в специальной теории земельной ренты». Фактически это является основой всех нападок на Генри Джорджа со стороны современных экономистов и, безусловно, основной причиной, по которой профессиональные экономисты всё чаще игнорируют его идеи.

### Применения субъективной теории ценности
Феттер придерживался субъективной теории ценности и, таким образом, поддерживал чисто временную теорию предпочтения процента. Ричард Эбелинг писал, что Феттер «построил последовательную теорию стоимости, цены, издержек и производства в контексте акцентирования элемента временного предпочтения во всех вариантах потребления и производства». Согласно Джеффри Хербенеру, Феттер утверждал, что «точно так же, как цена каждого потребительского блага определяется исключительно субъективной стоимостью, ставка процента определяется исключительно временным предпочтением». Аналогичным образом, объясняет Хербенер, это привело Феттера к выводу, что «рентная цена каждого товара-производителя вменяется ему предпринимательским спросом и равна его дисконтированному маржинальному продукту. Тогда как капитальная стоимость каждого товара длительного пользования равна дисконтированной стоимости его будущей ренты».
Вклад Феттера в австрийскую субъективистскую традицию состоял в том, что он «показал, как эта однородная, субъективная теория стоимости подразумевает гибель социалистических теорий эксплуатации труда, рикардианских теорий ренты и теорий производительности процента».

### Критика теории процента Фишера
В книге «Теории процента, старые и новые» 1914 года Феттер критиковал Ирвинга Фишера за отказ от теории чистого предпочтения времени в отношении процента, которую Фишер ранее отстаивал в своей книге 1907 года «Ставка процента», оказавшая сильное влияние на Феттера. Как пишет Мюррей Ротбард, после дальнейшего изучения ранней работы Фишера,
Феттер обнаружил, что семя ошибки было заложено в публикации Фишера 1907 года. Фишер заявил, что оценки настоящих и будущих товаров подразумевают уже существующую денежную ставку процента, тем самым предположив, что объяснение процента чисто временными предпочтениями включает в себя круговые рассуждения. В отличие от него, Феттер в ходе объяснения своей собственной чистой теории процента, основанной на временных предпочтениях, или «капитализации», показал, что оценка времени является необходимым условием для определения рыночной ставки процента.

## Награды и отзывы
В 1909 году, в возрасте сорока шести лет, Феттер был награждён почётным званием доктора наук Колгейтского университета, и он был избран президентом Американской экономической ассоциации в 1913 году. Дополнительные почётные докторские степени были присуждены Феттеру Западным колледжем в 1930 году и Университетом Индианы в 1934 году. Он был членом Американской академии науки и искусства и Американского философского общества. В 1927 году Австрийское экономическое общество наградило Феттера медалью Карла Менгера.

Трактат Феттера, «Принципы экономики» (1904), был описан Херберном как "непревзойденный вплоть до трактата Людвига фон Мизеса «Nationaloekonomie» 1940 года. В предисловии Ротбарда к изданию 1977 года «Капитал, процент и рента» Феттера он отмечает, что впервые познакомился с работой Феттера через цитату в книге Мизеса «Человеческая деятельность» и описывает взгляды Феттера на процент и ренту как «австрийские» и повлиявшие на его собственные взгляды.
…читая труды Феттера в процессе написания книги «Человек, экономика и государство» … я был поражен блеском и последовательностью его комплексной теории распределения и пренебрежением Феттером в современных теориях экономической мысли, даже в тех, которые являются проавстрийскими. Ведь системная теория Феттера, хотя и была вызывающей и самобытной (особенно его теории процента и ренты), была полностью в традициях австрийской школы.
После смерти Феттера в 1949 году, Дуглас Браун, который позже занял пост ректора Принстонского университета, написал в некрологе, что «со смертью Франка Альберта Феттера великая плеяда американских экономистов понесла невосполнимую утрату».

## Основные произведения
- Эссе о доктрине народонаселения, основанное на критике принципов народонаселения Мальтуса (нем. Versuch einer Bevölkerungslehre ausgehend von einer Kritik des Malthus'schen Bevölkerungsprinzips). Jena: Gustav Fischer, 1894.

- «Принципы экономики» (англ. The Principles of Economics), New York: The Century Co., 1905.
- «Исходный материал по экономике» (англ. Source Book in Economics), New York: The Century Co., 1912.
- «Экономика. Том 1: Экономические принципы» (англ. Economics, Volume 1: Economic Principles), New York: The Century Co., 1915.
- «Экономика. Том 2: Современные экономические проблемы» (англ. Economics, Vol. 2: Modern Economic Problems), New York: The Century Co., 1916. Revised 2nd edition, 1922.
- «Монополистический маскарад» (англ. Masquerade of Monopoly), New York: Harcourt, Brace & Co., 1931.
- «Капитал, процент и рента: эссе по теории распределения» (англ. Capital, Interest and Rent: Essays in the theory of distribution) Kansas City: Sheed Andrews and McMeel, Inc., 1977.